# Uppsala stadga (1344)
Uppsala stadga från år 1344 är en lagtext utfärdad av kung Magnus Eriksson i samråd med hans riksråd. Något originalexemplar av stadgan finns inte bevarad.

## Källmaterialet
Ett original förvarades på Riksarkivet men förstördes i slottsbranden 1697. Stadgan var endast beseglad av kungen men sigillet noterades bortfallit på 1600-talet. Johan Hadorph lät göra ett avtryck av originalet vilket begagnats 1687 vid trycket av Gamla stadgar i Bjärköarättens bihang. Senare omtryckt i Svenskt diplomatarium som SD 3864. Tyvärr anses den dock vårdslöst återgiven i stavning, samt användandet av oriktiga ord och uteslutningar. I Hadorphs avtryck har texten delats in i 24 paragrafer vilket ej förekommit i originalet. En annan avskrift (SD 3864 A) finns tagen från ett annat original som förvarades i Linköpings domkyrka men som nu är försvunnen. Denna avskrift är dock en omskrivning i ett nyare språk än dess förlaga. I slutet av dokumentet finns en artikel av stor vikt vilken är utelämnad i Hadorphs version. Denna artikel om konungens dom är tillagd sist bland artiklarna nedan.      

## Innehåll
Stadgan har tillkommit enligt konungens egna ord, för att avhjälpa varjehanda oskick, som under hans minderårighet uppkommit och sedan fortfarit. Den anges vara utfärdad den 6 december. Lagtexten upprepar några artiklar identiskt från Skänninge stadga (1335). Medan några andra tidigare artiklar är utvecklade, samt att nya artiklar tillkommit. 
Bland de äldre artiklar som utvecklats är de angående frälsemännens följen. Riddare utom rådet får ha 8 hästar istället för tidigare 6. För svenner gäller fortfarande 6 hästar. Artikeln utvecklades senare ytterligare i Magnus Erikssons landslag. 
Bland det nya omtalas nu en konungens högste ämbetsman. Han håller i rangordning en plats efter biskoparna och före riksråden. Av övriga nya artiklarna stadgas om nämnder och konungens domstolar och dess ordningar.

## Artiklarna
1. All Sveriges allmoge skall ha frid.
2. Ingen får utan särskild tillåtelse rida med fulla vapen.
3. Förbud att rida med storflockar och föreskrift om det antal hästar, personer av olika klasser må medföra.
4. Konungens ämbetsman skall uppbära kungens årliga inkomster.
5. Samma ämbetsman och tre av konungens råd i varje lagsaga skall utöva konungens domsrätt, medan han är ur landet.
6. Om taverner vid allmänna vägar, Rättare i storbyar och anordningar för vägfarandes underhåll mot bestämd betalning.
7. Förbud mot våldgästning.
8. Tolv män valda inom varje lagsaga skall skipa rätt efter föreskriven rättegångsordning, samt hur mot deras dom skall käras.
9. Den som angriper oförvunnen mans kropp eller liv, har brutit konungens edsöre och får ej sona sitt brott med böter.
10. Den som med våld tager eller skadar annan mans egendom straffas med böter och förlust av äganderätt, om sådan finns.
11. Om den som bortgiver eller tigger målsäganderätt.
12. Den som uppgör svekfullt köp eller byte av frälsejord mot skattskyldig jord, varigenom kronans inkomst försnillas , stående tjuvsrätt.
13. Förbud mot olovligt begagnande av annans häst.
14. Om den som släpper fasttagen tjuv eller tager lösen för honom sedan han är livdömd.
15. Om tolvmannanämnd och vad mot dess utsago samt straff för bedrägliga nämndemän.
16. Om straff för den som bjuder eller lejer någon att slå, sarga eller dräpa, eller på annat sätt skadar en annan.
17. Förmaning att låta konungens undersåtar ha frid och att hålla denna och andra stadgar samt uppmaning att anmäla våldsgärningar och angiva dem som sådan föröva.
18. Om straff för den som bryter konungens dom.